# Abdourahmane Diallo
Ne doit pas être confondu avec Abdourahamane Diallo.
Pour les articles homonymes, voir Diallo.
Abdourahmane Diallo, né en 1971 en Guinée, est un docteur en médecine et homme politique guinéen .

## Biographie
Né en 1970, docteur Abdourahmane est un expert en santé publique.

## Carrière professionnelle
Entre septembre 2002 et août 2007, il est conseiller technique principal et chef d’équipe laboratoire de John Snow, Inc (en) dans Arlington en Virginie (États-Unis). Il a notamment développé et géré la première équipe centrale financée par l’USAID pour le renforcement de la gestion logistique des produits de laboratoire dans les pays en voie de développement. Auparavant, il a travaillé dans près de 30 pays en Afrique, Asie et dans les Caraïbes. Fin 2007 à octobre 2010, Abdourahmane Diallo a été le directeur pays pour la Tanzanie du projet Supply Chain Management System (SCMS) financé par PEPFAR à travers l’USAID et mis en œuvre par l’organisation américaine John Snow, Inc (JSI) D’octobre 2010 à décembre 2015, il a occupé le poste de directeur du renforcement des systèmes de santé du projet USAID DELIVER à Washington DC.

## Ministre de Santé
Spécialiste international du renforcement des systèmes de santé, expert planification stratégique, conception et gestion de programmes de santé. Sa nomination au poste de ministre de la Santé s’inscrit dans la priorité donnée par le Président Alpha Condé à l’expertise pour former un gouvernement d’actions, ainsi qu’à la mise en place d’un programme de renforcement du système de santé guinéen à l’échelle nationale et communautaire.